# کالینزویل، تاسمانیا
کالینزویل (به انگلیسی: Collinsvale) یک حومه شهر در استرالیا است که در City of Glenorchy واقع شده‌است.